# 海基-瑟滕斯基
50°9′55″N 25°26′20″E / 50.16528°N 25.43889°E
海基-瑟滕斯基（羅馬化：Haiky-Sytenski）是烏克蘭西北部的村莊，隸屬里夫內州的杜布諾區。該村處於瑟滕卡河畔，始建於1639年，面積1.18平方公里，海拔高度232米，2022年人口400，人口密度每平方公里415.25人。